# Ципріан Каміль Норвід
Ципріян-Каміль Норвід (пол. Cyprian Kamil Norwid, 24 вересня 1821, Глухи — 23 травня 1883, Париж) — польський письменник, маляр і скульптор.

## Біографія
Народився у маєтку матері, селі Лясково-Глухи, за 40 км на північний схід від Варшави. Батько походив зі збіднілої шляхетської родини. Мати померла у квітні 1825 року. У липні 1835 у варшавські боргові тюрмі помирає батько. У 1837 році залишає п'ятий клас гімназії та переходить до приватної школи живопису. У 1840 році дебютує в друкованих засобах.
В 1842 році Норвід виїхав до Дрездена, офіційно — для вдосконалення у скульптурному мистецтві, й залишився в еміграції. Жив у Венеції та Флоренції, в 1844 році перебував у Римі, потім в Берліні відвідував лекції в університеті та збори польських емігрантів. В 1846 році був арештований і висланий з Пруссії. Жив у Брюсселі, потім у Римі, де познайомився з Адамом Міцкевичем та Зигмунтом Красінським.
В 1849–1852 проживав у Парижі, познайомився з Юліушем Словацьким, Фредеріком Шопеном, І. С. Тургенєвим та О. І. Герценом. Бідував, потерпав через нерозуміння критики та непорозумінь у стосунках з людьми. Поступово втрачав зір і слух.

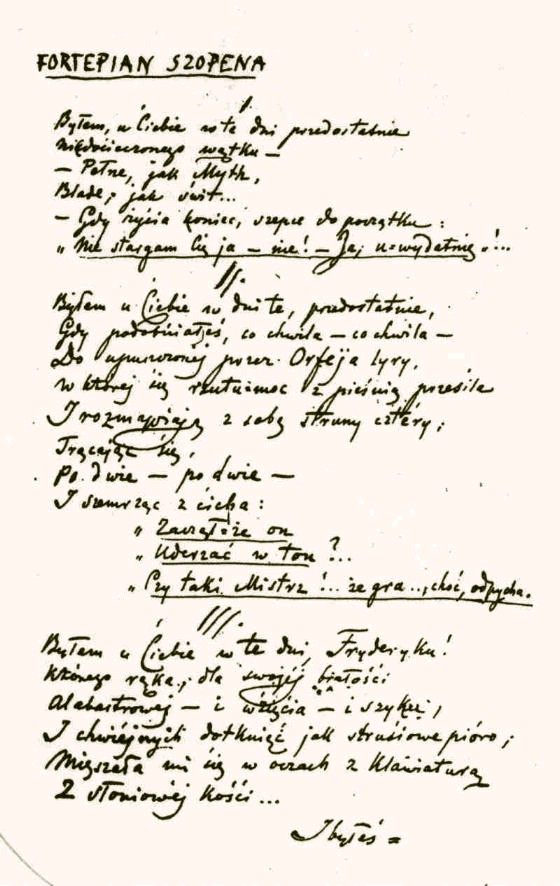
Рукопис вірша Норвіда «Фортепіано Шопена»

За сприяння Владислава Замойського в листопаді 1852 року виїхав до США. В 1853 році влаштувався в майстерні графіка в Нью-Йорку. Дізнавшись про початок Кримської війни, намагався повернутися до Європи. Повернувся влітку 1854 року до Лондона, заробляв на життя випадковими роботами. Після повернення до Парижа зміг опублікувати кілька творів. З лютого 1877 року жив у польському благодійному притулку на околиці Парижа Іврі, де й помер. Прах поета було перенесено до спільної могили невідомих польських громадян на кладовищі Монморансі під Парижем.

## Творчість
Автор новел («Ad leones!», 1883, та ін), поем, драм. Серед найкращих творів Норвіда — поетичний цикл «Vade mecum» (1865–1866), філософська поема «A Dorio ad Phrygium» (1871), трагедії «За лаштунками» (1865–1866), «Клеопатра» (Kleopatra i Cezar, 1870–1872), «Перстень великосвітської дами» (Pierścień Wielkiej Damy, czyli Ex- machina Durejko, 1872).
За життя була опублікована незначна частина його поетичного й прозового доробку (багато творів втрачено). Визнання отримав посмертно, насамперед після того, як польський критик Зенон Пшесмицкий «відкрив» його в 1904 році й розпочав публікацію його творів та статей про творчість Норвіда. Норвіда зараховують до найбільших польських поетів поряд з Міцкевичем та Словацьким.
Повне зібрання творів вийшло в одинадцяти томах (Варшава, 1971–1976).
|  | У польській поезії XIX століття Норвід займає особливе місце як творець, що відійшов від романтичного стилю А. Міцкевича і Ю. Словацького і започаткував інтелектуальну лінію, котра знайшла свій розвиток у творчості найбільших польських поетів XX століття. Норвіда можна назвати предтечею ускладненої, диктованої не почуттями серця, а стражданнями розуму поезії Т. Ружевича, З. Герберта, Ч. Мілоша, В. Шимборської. |

Дмитро Павличко

## Українські переклади
- Норвід Ципріян. Поезії / пер. з пол. — К.: Дніпро, 1971. — 192 с. — (Серія «Перлини світової лірики»).

Твори Ципріана Каміля Норвіда українською мовою перекладали Дмитро Павличко, Анатолій Глущак, Микола Бажан, Григорій Кочур, Іван Драч, Роман Лубківський, Віталій Коротич.

## Вшанування
- Вулиця у Львові (тепер вулиця Гординських, Новий Світ).[6]